# Natação nos Jogos Olímpicos de Verão de 1948
A natação nos Jogos Olímpicos de Verão de 1948 foi realizada em Londres, no Reino Unido, com onze eventos disputados, seis para homens e cinco para mulheres.

## Eventos da natação
Masculino: 100 metros livre | 400 metros livre | 1500 metros livre | 100 metros costas | 200 metros peito | 4x200 metros livre

Feminino: 100 metros livre | 400 metros livre | 100 metros costas | 200 metros peito | 4x100 metros livre

## Masculino

### 100 metros livre masculino
| Pos. | País                 | Atletas    | Tempo  |
| ---- | -------------------- | ---------- | ------ |
|      | Estados Unidos (USA) | Walter Ris | 57.3 s |
|      | Estados Unidos (USA) | Alan Ford  | 57.8 s |
|      | Hungria (HUN)        | Géza Kádas | 58.1 s |

Final:
1. USA Walter Ris, 57.3
2. USA Alan Ford, 57.8
3. HUN Géza Kádas, 58.1
4. USA Keith Carter, 58.3
5. FRA Alex Jany, 58.3
6. SWE Per-Olof Olsson, 59.3
7. HUN Zoltán Szilárd, 59.6
8. EGY Taha El Gamal, 1:00.5

### 400 metros livre masculino
| Pos. | País                 | Atletas       | Tempo  |
| ---- | -------------------- | ------------- | ------ |
|      | Estados Unidos (USA) | William Smith | 4:41.0 |
|      | Estados Unidos (USA) | James McLane  | 4:43.4 |
|      | Austrália (AUS)      | John Marshall | 4:47.7 |

Final:
1. USA William Smith, 4:41.0
2. USA James McLane, 4:43.4
3. AUS John Marshall, 4:47.7
4. HUN Géza Kádas, 4:49.4
5. HUN György Mitró, 4:49.9
6. FRA Alex Jany, 4:51.4
7. GBR Jack Hale, 4:55.9
8. ARG Alfredo Yantorno, 4:58.7

### 1500 metros livre masculino
| Pos. | País                 | Atletas       | Tempo   |
| ---- | -------------------- | ------------- | ------- |
|      | Estados Unidos (USA) | James McLane  | 19:18.5 |
|      | Austrália (AUS)      | John Marshall | 19:31.3 |
|      | Hungria (HUN)        | György Mitró  | 19:43.2 |

Final:
1. USA James McLane, 19:18.5
2. AUS John Marshall, 19:31.3
3. HUN György Mitró, 19:43.2
4. HUN György Csordás, 19:54.2
5. YUG Marjan Stipetić, 20:10.7
6. USA Forbes Norris, 20:18.8
7. GBR Donald Bland, 20:19.8
8. USA William Heusner, 20:45.4

### 100 metros costas masculino
| Pos. | País                 | Atletas          | Tempo  |
| ---- | -------------------- | ---------------- | ------ |
|      | Estados Unidos (USA) | Allen Stack      | 1:06.4 |
|      | Estados Unidos (USA) | Robert Cowell    | 1:06.5 |
|      | França (FRA)         | Georges Vallerey | 1:07.8 |

Final:
1. USA Allen Stack, 1:06.4
2. USA Robert Cowell, 1:06.5
3. FRA Georges Vallerey, 1:07.8
4. ARG Mario Cháves, 1:09.0
5. MEX Clemente Mejía Avila, 1:09.0
6. RSA Jacobus Wiid, 1:09.1
7. GBR John Brockway, 1:09.2
8. GBR Albert Kinnear, 1:09.6

### 200 metros peito masculino
| Pos. | País                 | Atletas        | Tempo  |
| ---- | -------------------- | -------------- | ------ |
|      | Estados Unidos (USA) | Joseph Verdeur | 2:39.3 |
|      | Estados Unidos (USA) | Keith Carter   | 2:40.2 |
|      | Estados Unidos (USA) | Robert Sohl    | 2:43.9 |

Final:
1. USA Joseph Verdeur, 2:39.3
2. USA Keith Carter, 2:40.2
3. USA Robert Sohl, 2:43.9
4. AUS John Davies, 2:43.7
5. YUG Tone Cerer, 2:46.1
6. BRA Willy Otto Jordan, 2:46.4
7. EGY Ahmed Kandil, 2:47.5
8. NED Bob Bonte, 2:47.6

### 4x200 metros livre masculino
| Pos. | País                 | Atletas                                                   | Tempo  |
| ---- | -------------------- | --------------------------------------------------------- | ------ |
|      | Estados Unidos (USA) | Walter Ris James McLane Wallace Wolf William Smith        | 8:46.0 |
|      | Hungria (HUN)        | Elemér Szatmári György Mitró Imre Nyéki Géza Kádas        | 8:48.4 |
|      | França (FRA)         | Joseph Bernardo René Cornu Henri Padou Jr. Alexandre Jany | 9:08.0 |

Final:
1. Estados Unidos (Walter Ris, James McLane, Wallace Wolf, William Smith), 8:46.0 (WR)
2. Hungria (Elemér Szatmári, György Mitró, Imre Nyéki, Géza Kádas), 8:48.4
3. França (Joseph Bernardo, René Cornu, Henri Padou Jr., Alexandre Jany), 9:08.0
4. Suécia (Martin Lundén, Per-Olof Olsson, Per-Olof Östrand, Olle Johansson), 9:09.1
5. Iugoslávia (Vanja Ilić, Ciril Pelhan, Janko Puhar, Branko Vidović), 9:14.0
6. Argentina (Horacio White, José Durañona, Juan Garay, Alfredo Yantorno), 9:19.2
7. México (Ramón Prieto, Angel Campos, Apolonio Díaz, Alberto Ahumada), 9:20.2
8. Brasil (Sérgio Rodrigues, Willy Otto Jordan, Rolf Kestener, Aram Boghossian), 9:31.0

## Feminino

### 100 metros livre feminino
| Pos. | País                 | Atletas                      | Tempo  |
| ---- | -------------------- | ---------------------------- | ------ |
|      | Dinamarca (DEN)      | Greta Andersen               | 1:06.3 |
|      | Estados Unidos (USA) | Ann Curtis                   | 1:06.5 |
|      | Países Baixos (NED)  | Marie-Louise Linssen-Vaessen | 1:07.6 |

Final:
1. DEN Greta Andersen, 1:06.3
2. USA Ann Curtis, 1:06.5
3. NED Marie-Louise Linssen-Vaessen, 1:07.6
4. DEN Karen Margrethe Harup, 1:08.1
5. SWE Ingegerd Fredin, 1:08.4
6. NED Irma Heijting-Schuhmacher, 1:08.4
7. SWE Elisabeth Ahlgren, 1:08.8
8. DEN Fritze Carstensen, 1:09.1

### 400 metros livre feminino
| Pos. | País                 | Atletas          | Tempo  |
| ---- | -------------------- | ---------------- | ------ |
|      | Estados Unidos (USA) | Ann Curtis       | 5:17.8 |
|      | Dinamarca (DEN)      | Karen Harup      | 5:21.2 |
|      | Grã-Bretanha (GBR)   | Catherine Gibson | 5:22.5 |

Final:
1. USA Ann Curtis, 5:17.8
2. DEN Karen Harup, 5:21.2
3. GBR Catherine Gibson, 5:22.5
4. BEL Fernande Caroen, 5:25.3
5. USA Brenda Helser, 5:26.0
6. BRA Piedade Coutinho, 5:29.4
7. DEN Fritze Carstensen, 5:29.4
8. USA Nancy Lees, 5:32.9

### 100 metros costas feminino
| Pos. | País                 | Atletas           | Tempo  |
| ---- | -------------------- | ----------------- | ------ |
|      | Dinamarca (DEN)      | Karen Harup       | 1:14.4 |
|      | Estados Unidos (USA) | Suzanne Zimmerman | 1:16.0 |
|      | Austrália (AUS)      | Judith Davies     | 1:16.7 |

Final:
1. DEN Karen Harup, 1:14.4
2. USA Suzanne Zimmerman, 1:16.0
3. AUS Judith Davies, 1:16.7
4. HUN Ilona Novák, 1:18.4
5. NED Ria van der Horst, 1:18.8
6. NED Dicky van Ekris, 1:18.9
7. USA Muriel Mellon, 1:19.0
8. NED Greetje Gaillard, 1:19.1

### 200 metros peito feminino
| Pos. | País                | Atletas       | Tempo  |
| ---- | ------------------- | ------------- | ------ |
|      | Países Baixos (NED) | Nel van Vliet | 2:57.2 |
|      | Austrália (AUS)     | Nancy Lyons   | 2:57.7 |
|      | Hungria (HUN)       | Éva Novák     | 3:00.2 |

Final:
1. NED Nel van Vliet, 2:57.2
2. AUS Nancy Lyons, 2:57.7
3. HUN Éva Novák, 3:00.2
4. HUN Éva Székely, 3:02.5
5. NED Janny de Groot, 3:06.2
6. GBR Elizabeth Church, 3:06.1
7. NED Tonnie Hom, 3:07.5
8. DEN Jytte Hansen, 3:08.1

### 4x100 metros livre feminino
| Pos. | País                 | Atletas                                                                                | Tempo  |
| ---- | -------------------- | -------------------------------------------------------------------------------------- | ------ |
|      | Estados Unidos (USA) | Marie Corridon Thelma Kalama Brenda Helser Ann Curtis                                  | 4:29.2 |
|      | Dinamarca (DEN)      | Eva Riis Karen Harup Greta Andersen Fritze Carstensen                                  | 4:29.6 |
|      | Países Baixos (NED)  | Irma Heijting-Schuhmacher Margot Marsman Marie-Louise Linssen-Vaessen Hannie Termeulen | 4:31.6 |

Final:
1. Estados Unidos (Marie Corridon, Thelma Kalama, Brenda Helser, Ann Curtis), 4:29.2
2. Dinamarca (Eva Riis, Karen Harup, Greta Andersen, Fritze Carstensen), 4:29.6
3. Países Baixos (Irma Heijting-Schuhmacher, Margot Marsman, Marie-Louise Linssen-Vaessen, Hannie Termeulen), 4:31.6
4. Reino Unido (Patricia Nielsen, Margaret Wellington, Lillian Preece, Catherine Gibson), 4:34.7
5. Hungria (Mária Littomeritzky, Judit Temes, Ilona Novák, Éva Székely), 4:44.8
6. Brasil (Eleonora Schmitt, Maria Leão da Costa, Talita Rodrigues, Piedade Coutinho), 4:49.1
7. França (Josette Arène, Gisele Vallerey, Colette Thomas, Ginette Jany), 4:49.8
8. Suécia (Gisela Thidholm, Elisabeth Ahlgren, Marianne Lundquist, Ingegärd Fredin), DSQ

## Quadro de medalhas da natação
| Ordem | País               | Medalha de ouro | Medalha de prata | Medalha de bronze | Total |
| ----- | ------------------ | --------------- | ---------------- | ----------------- | ----- |
| 1     | USA Estados Unidos | 8               | 6                | 1                 | 15    |
| 2     | DEN Dinamarca      | 2               | 2                | 0                 | 4     |
| 3     | NED Países Baixos  | 1               | 0                | 2                 | 3     |
| 4     | AUS Austrália      | 0               | 2                | 2                 | 4     |
| 5     | HUN Hungria        | 0               | 1                | 3                 | 4     |
| 6     | FRA França         | 0               | 0                | 2                 | 2     |
| 7     | GBR Grã-Bretanha   | 0               | 0                | 1                 | 1     |